# Xàdrino
Xàdrino (en rus: Шадрино) és un poble de l'óblast de Vladímir, a Rússia, segons el cens del 2010 tenia 7 habitants. Pertany al districte municipal de Iúriev-Polski.